# Hank
Hank — студійний альбом американського джазового саксофоніста Генка Моблі, випущений у 1957 році лейблом Blue Note Records.

## Список композицій
1. «Fit for a Hanker» (Генк Моблі) — 7:24
2. «Hi Groove, Low Feedback» (Генк Моблі) — 9:56
3. «You'd Be So Easy to Love» (Коул Портер) — 5:39
4. «Time After Time» (Семмі Кан, Джул Стайн) — 6:48
5. «Dance of the Infidels» (Бад Пауелл) — 7:54

## Учасники запису
- Генк Моблі — тенор-саксофон
- Джон Дженкінс — альт-саксофон
- Дональд Берд — труба
- Боббі Тіммонс — фортепіано
- Вілбур Вейр — контрабас
- Філлі Джо Джонс — ударні

Технічний персонал
- Альфред Лайон — продюсер
- Руді Ван Гелдер — інженер
- Айра Гітлер — текст
- Том Геннан — дизайн обкладинки
- Френсіс Вульфф — фотографія обкладинки